# 여마적
"여마적"은 1968년 공개된 대한민국의 영화이다.

## 배역
- 리리화
- 신영균
- 황해
- 최불암
- 조정일
- 이성섭
- 정민
- 남미리